# Eratosaster jenae
Eratosaster
Genre
Espèce
Eratosaster jenae, unique représentant du genre Eratosaster, est une espèce d'étoiles de mer de la famille des Goniasteridae (ordre des Valvatida).

## Habitat et répartition
On trouve cette espèce en Antarctique.

## Onomastique
Cette espèce a été nommée par le taxinomiste Christopher L. Mah (d) en l'honneur de Jen Hammock (d), biologiste américaine.

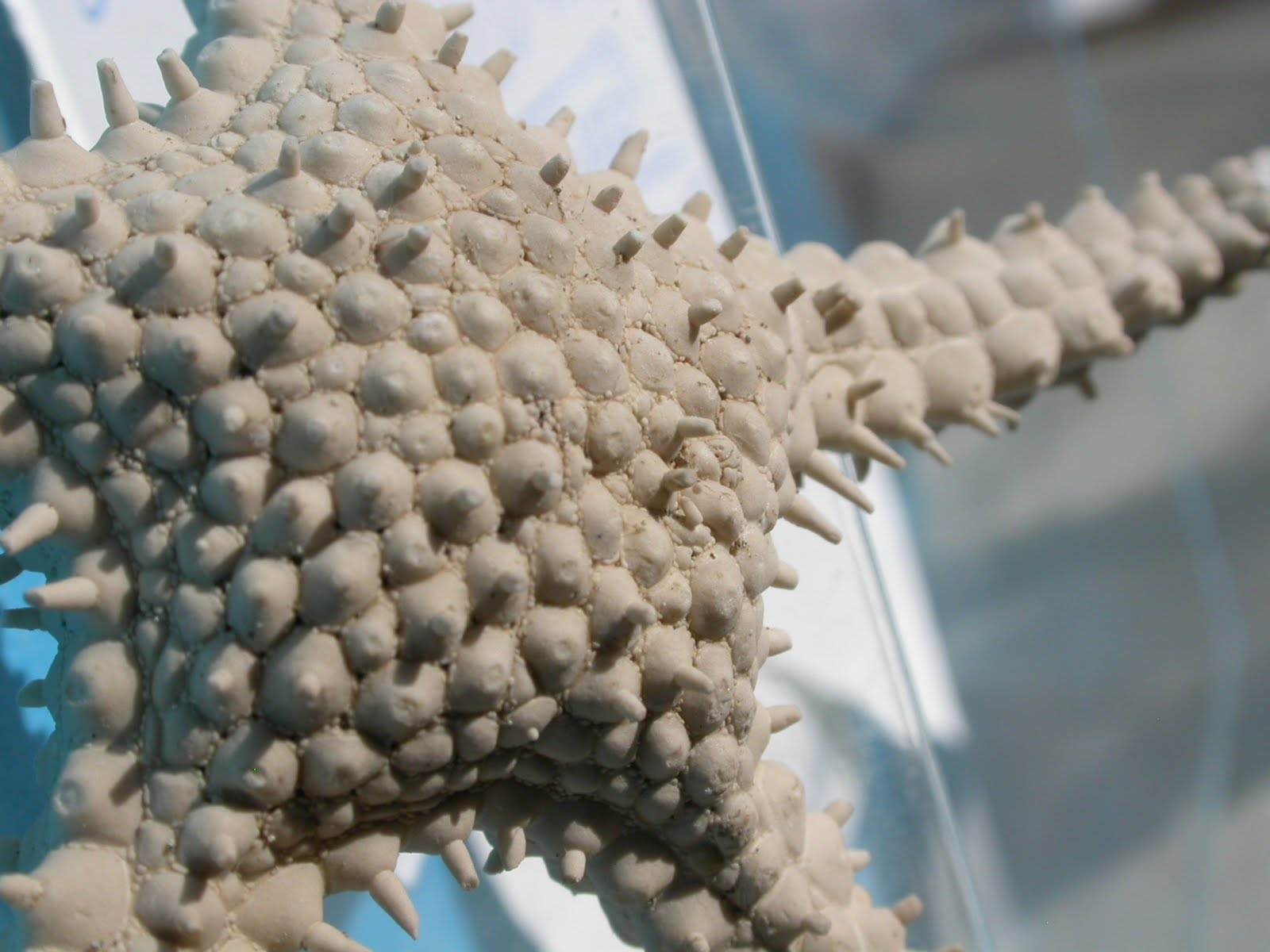
Gros plan sur le disque central d'un spécimen séché.